# Бернхард фон Хорстмар-Ахауз
Бернхард (II) фон Хорстмар-Ахауз (на немски: Bernhard von von Horstmar-Ahaus; Bernhards II. von Ahaus; * ок. 1255; † сл. 5 юли 1308) е рицар, господар на Хорстмар-Ахауз в Северен Рейн-Вестфалия.
Той е син на Ото фон Хорстмар († сл. 1255) и Аделхайд фон Ахауз († сл.1278), наследничка на Ахауз, дъщеря на Годфрид фон Ахауз († 1226/1233). Потомък е на Бернхард фон Хорстмар († сл. 1163).
Бернхард II фон Хорстмар-Ахауз е на върха на господарите фон Ахауз, чийто замък-резиденция се намира на мястото на днешния дворец Ахауз.
Двамата му сина Йохан и Ото наследяват 1316 г. равни части от господството Лон.

## Фамилия
Бернхард фон Хорстмар се жени за София фон Лон от Нидерландия († 24 юни 1291), сестра на граф Херман II фон Лон († 1316), дъщеря на граф Херман I фон Лон († 1252) и бургграфиня Еуфемия фон Коеверден († сл. 1250).
Те имат децата:
- Йохан II/III фон Ахауз (* 1274 в Ахауз; † сл. 1323), господар на Ахауз, женен за Юта фон Охтен († сл. 1311)
- Кунигунда фон Ахауз, абатиса в Св. Аегидии М98нстер
- Юта I фон Ахауз (* ок. 1252; † 1303), омъжена пр. 12 февруари 1275 г. за Херман IV фон Мюнстер, господар на Брокхоф († 1297), син на Херман III фон Мюнстер, господар на Брокхоф († 1284)
- дъщеря (умира рано)
- Ото II фон Хорстмар-Ахауз-Отенщайн (* ок. 1276; † 23 април 1323/9 май 1325), граф на Ахауз и Отенщайн, женен ок. 1295 г. за Магарета фон Гьор († сл. 1333)